# Lac des Sapins

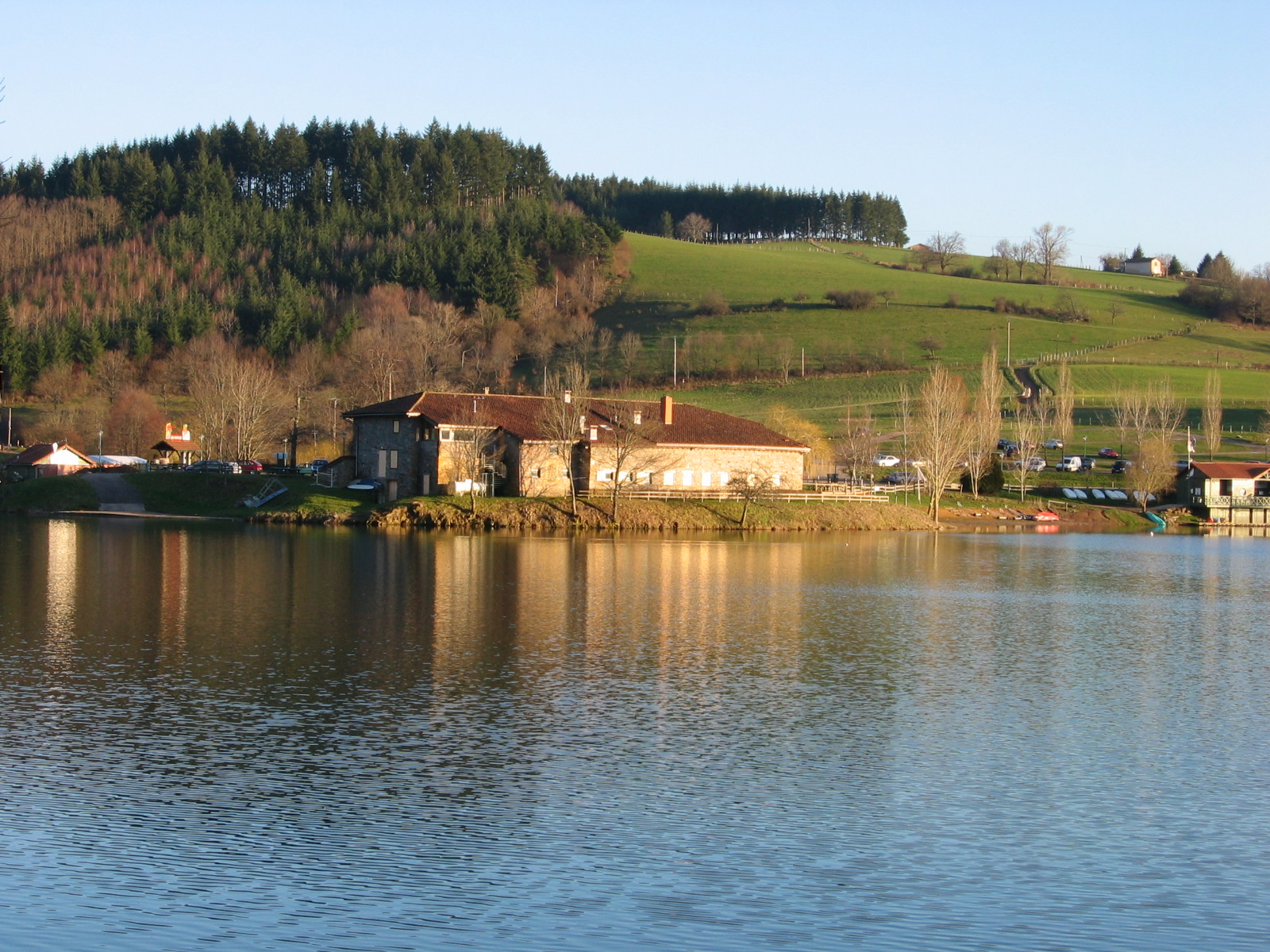
Lac des Sapins.

El Lac des Sapins (Lago de los abetos) es un lago artificial francés situado entre los municipios de Cublize y Ronno (Rhône), en el Alto-Beaujolais, a 65 km al noroeste de Lyon. 

## Historia
La construcción del lago fue propuesta en 1967, por Louis Gueydon, entonces consejero general del Cantón de Amplepuis, con el objetivo de desarrollar un potencial turístico en la región, en un contexto de decadencia industrial y éxodo rural. Los debates fueron largos para imponer esta audaz idea para un espacio sin tradición turística, hasta que un SIVOM (Sindicato intercomunal a votación múltiple) inscribió este proyecto en sus capacidades en 1972. Las adquisiciones territoriales comenzaron en 1975 y no fue sino entre 1977 y 1979 que el lago fue excavado y acondicionado.
En 1981, un Sindicato mixto para el Acondicionamiento del Lago de los Pinos fue creado con el aval del departamento, mientras que, en paralelo, una cooperativa campesina fundaba el Albergue rural de la Voisinée, en los locales de una de las tres granjas expropiadas para el acondicionamiento del lago. Dos años más tarde, el camping (3 estrellas) fue en parte creado. La gran parte de las inversiones se hicieron realmente en 1990 para mejorar el emplazamiento (renovación de restaurantes de comida rápida, extensión del camping con chalets…) y proponer una gran variedad de actividades deportivas (bicicleta de montaña, equitación, windsurf, voleibol…). La totalidad del lago con todos sus acondicionamientos cubre hoy 115 hectáreas. 
Desde 2012, el Lago de los Pinos propone el baño biológico más grande de Europa con una capacidad para 2500 personas. El sistema de filtración es garantizado por un estanque de plantas filtrantes de ahí el carácter biológico de esta piscina al aire libre.

## Características
- Superficie: 40 hectáreas
- Profundidad máxima: 13 metros
- Perímetro: 4,75 km
- Altitud: 440 metros